# Staatsgalerie Aschaffenburg

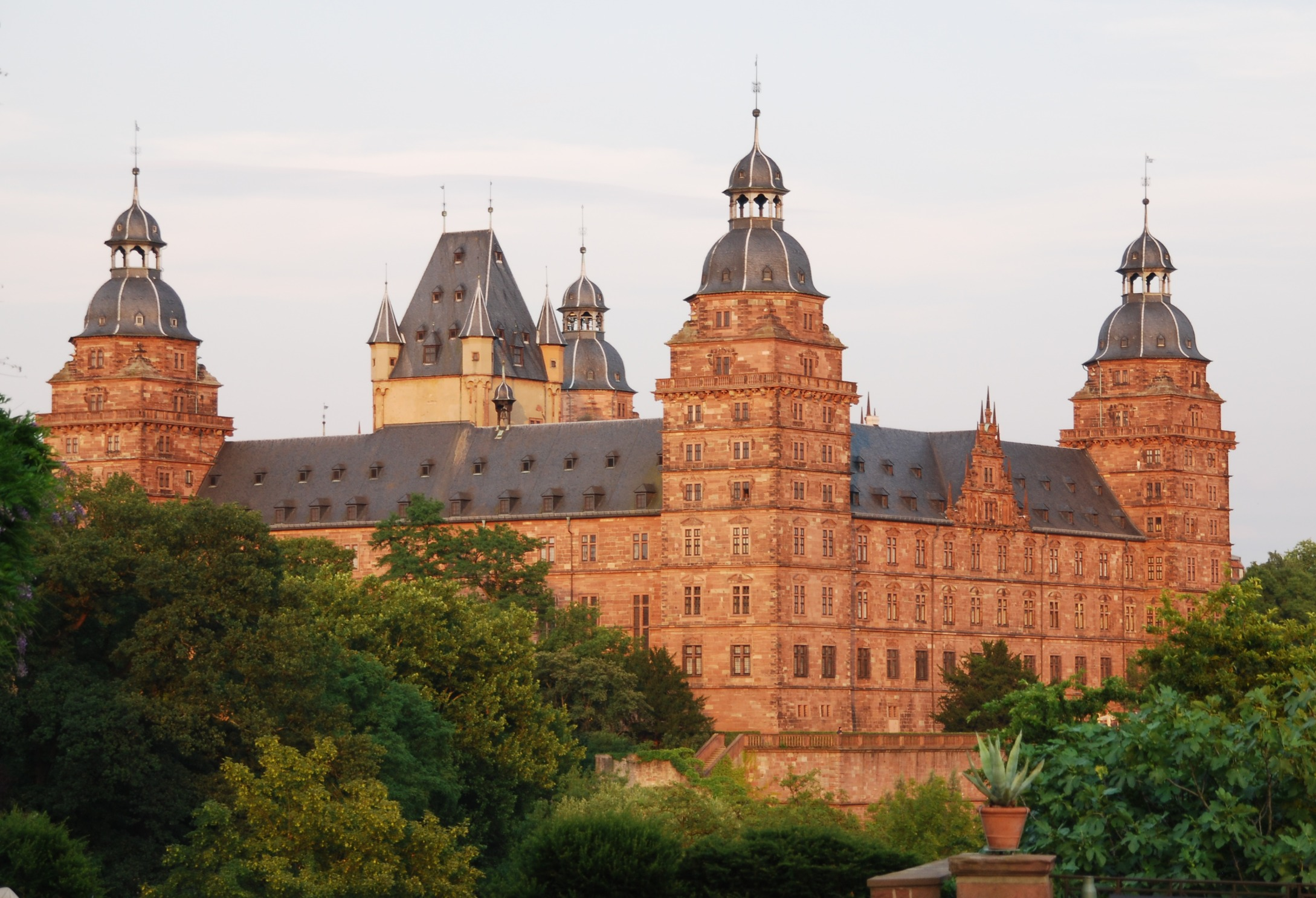
Schloss Johannisburg

Die Staatsgalerie im Schloss Johannisburg in Aschaffenburg ist Teil der Bayerischen Staatsgemäldesammlungen. Die Staatsgalerie war wegen der Renovierung des Schlosses Johannisburg ab 2016 geschlossen und wurde am 4. Mai 2023 wiedereröffnet.

## Sammlungen

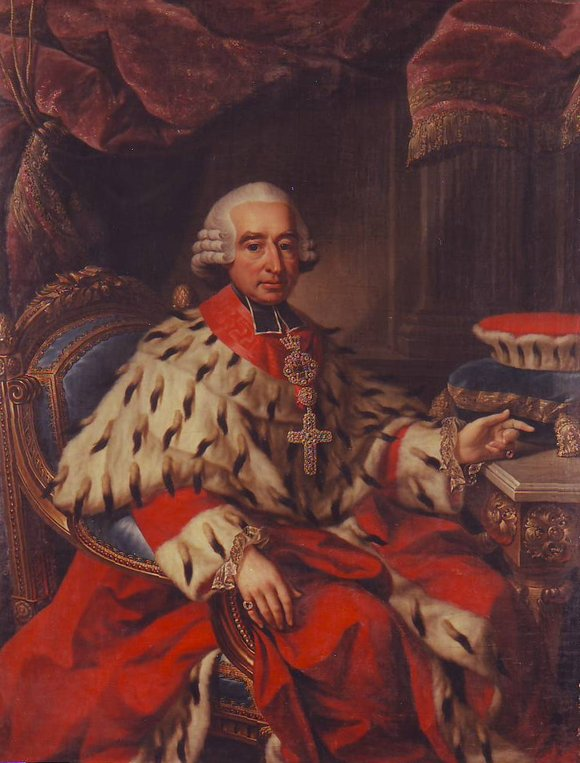
Friedrich Karl Joseph von Erthal (1719–1802)

In den Jahren 1793/94 verbrachte Kurfürst-Erzbischof Friedrich Karl Joseph von Erthal, unterstützt von seinem Bruder des Kurmainzischen Obersthofmeisters und Kaiserlichen Geheimen Rat Lothar Franz von Erthal 260 Gemälde, vor den heranrückenden französischen Revolutionstruppen, von Mainz in seine Sommerresidenz nach Aschaffenburg. Mit dabei waren seine Bibliothek und kostbares Mobiliar sowie die Bilder (Genremalerei, flämische und deutsche Landschaftsmalerei des 17. und 18. Jahrhunderts).
Aus der Galerie des 1779 verstorbenen Dompropstes Hugo Franz Graf von Eltz kamen 1802 eine Anzahl von Bildern nach Aschaffenburg. Zunächst als Stiftung, wurden sie 1809 dem Fürstprimas und Landesherrn Carl Theodor von Dalberg zugesprochen.
1803 übernahm Dalberg aus dem säkularisierten Aschaffenburger Stift Altäre und Einzelbilder, die Kardinal Albrecht von Brandenburg für seine Stiftskirche in Halle a.d.Saale in Auftrag gegeben und 1541 bei seiner Flucht aus Halle nach Aschaffenburg gebracht hatte. Sie wurden fast alle von Lucas Cranach d. Ä. in seiner Werkstatt und ihrem weiteren Kreis ausgeführt.

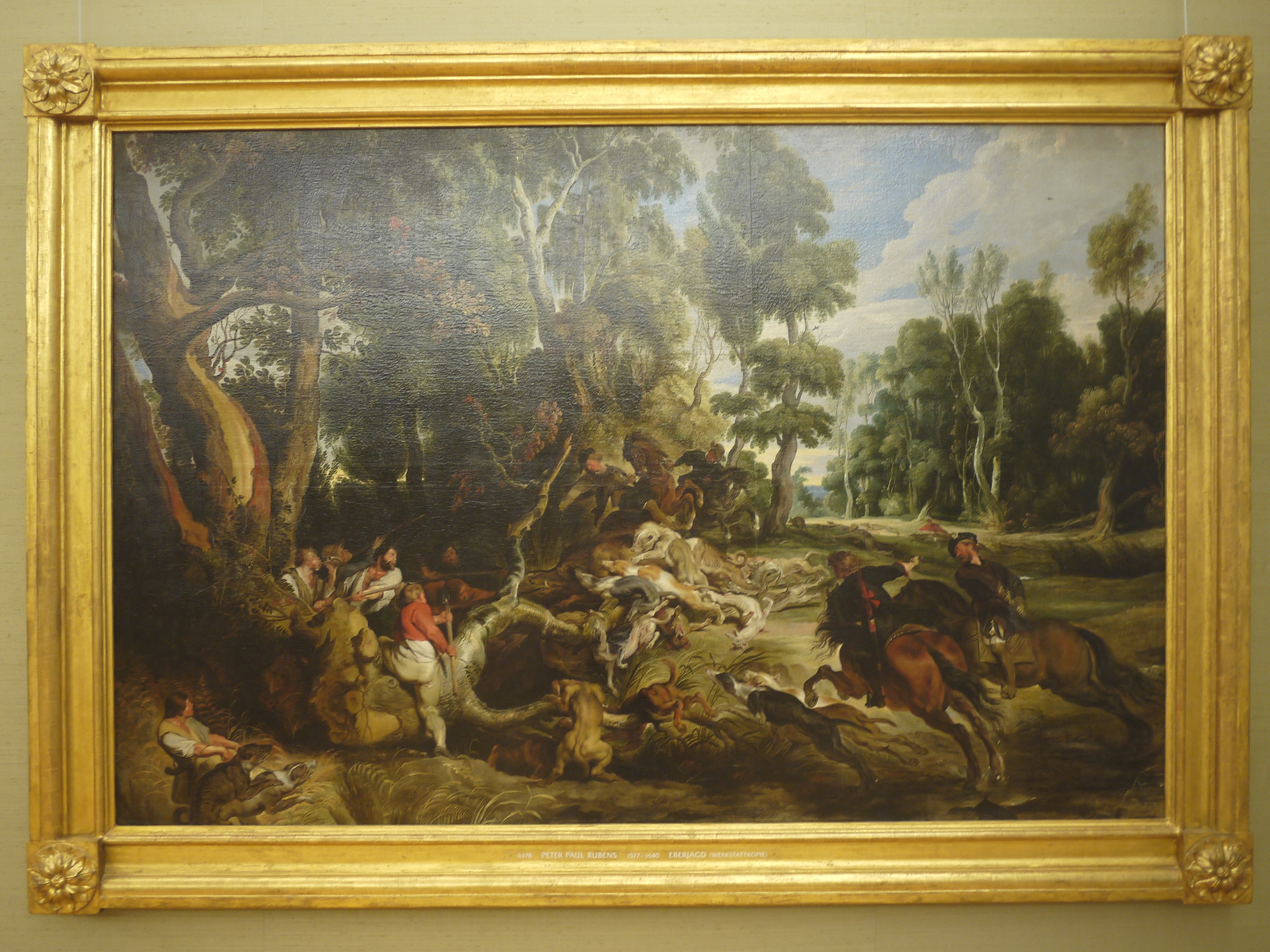
Rubens „Eberjagd“

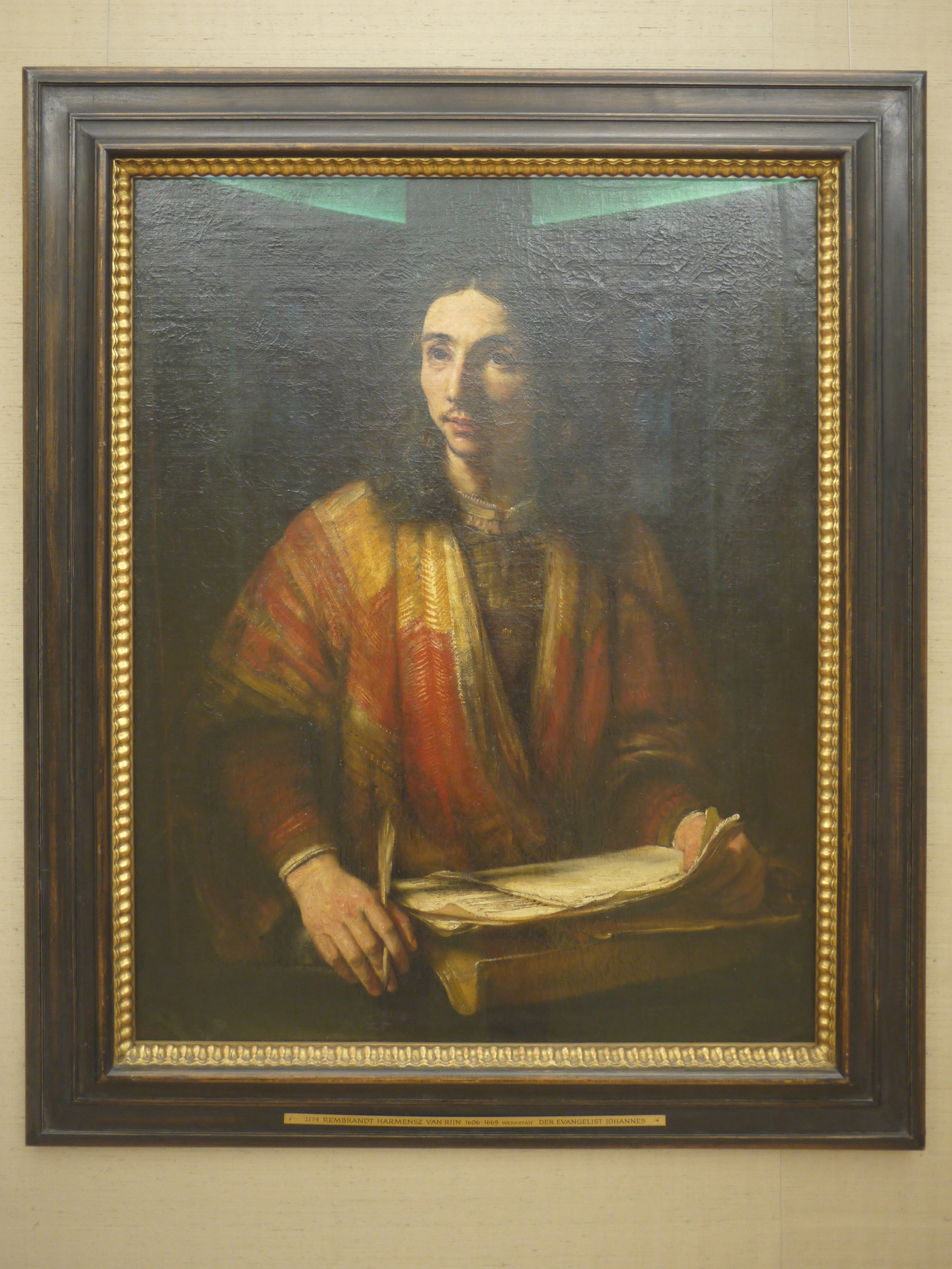
Rembrandt „Johannes“

## Standort
Die Staatsgalerie ist nach Schulen und Meistern geordnet und im ersten Obergeschoss des Schloss Johannisburg untergebracht. Im ersten Raum Rubens und die flämische Schule, im Eckturm Rembrandts Johannes und der Passionszyklus von Aert de Geldern. Von den 22 Bildern aus der Passion Jesu, der Sammlung des Grafen Eltz, sind 10 im Aschaffenburger Schloss zu sehen. In den kleineren Räumen Kabinett sind überwiegend kleinformatige niederländische Werke, Landschaften des Flamen Joos de Momper und Bilder der Malerfamilie Francken ausgestellt. Im Hauptsaal (Cranach-Saal) in der Mitte des Mainflügels des Schloss Johannisburg befinden sich die großen religiösen Tafeln Cranachs und seines Kreises, die Bilder mit weltlichen Themen sind in einem eigenen Kabinett gefasst. Es sind folgende Kunstwerke:
- Lucas Cranach der Ältere.
  - Fragment vom Prager Altar (Inv. Nr. 1428)
  - Kurfürst Joachim I. Nestor von Brandenburg (8514)
  - Loth und seine Töchter (WAF 167)
  - Weibliche Halbfigur mit Federhut (13259)
  - Maria mit dem Kind und dem Johannesknaben (5566)
  - Herzog Georg der Bärtige von Sachsen (WAF 168)
  - Hauptmann Longinus unter den Kreuzen Christi und der beiden Schächer (13255)
  - Kreuzigungsaltärchen (696, 697, 12989)
  - Untergang des Pharao

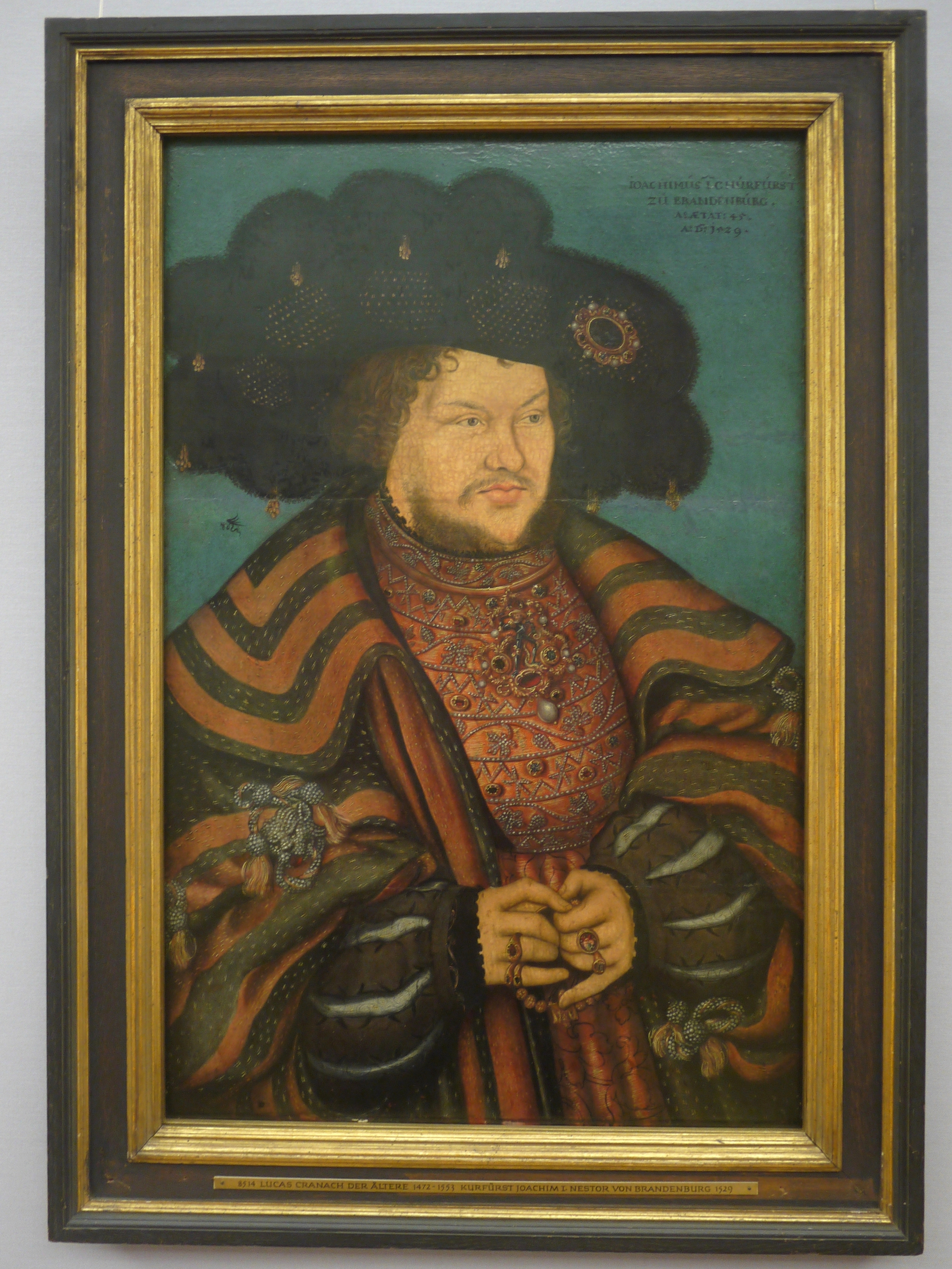
Joachim I.
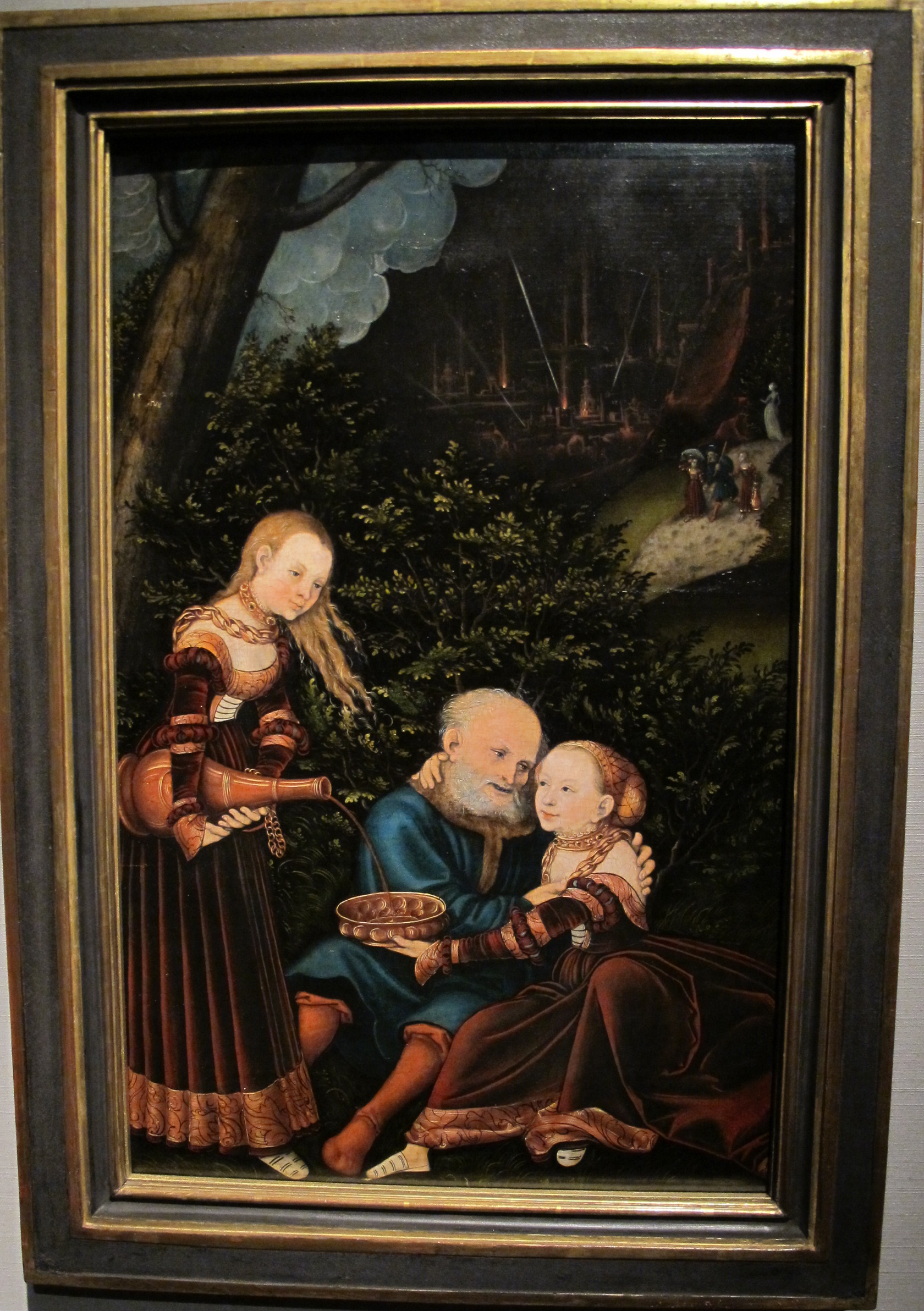
Loth und seine Töchter
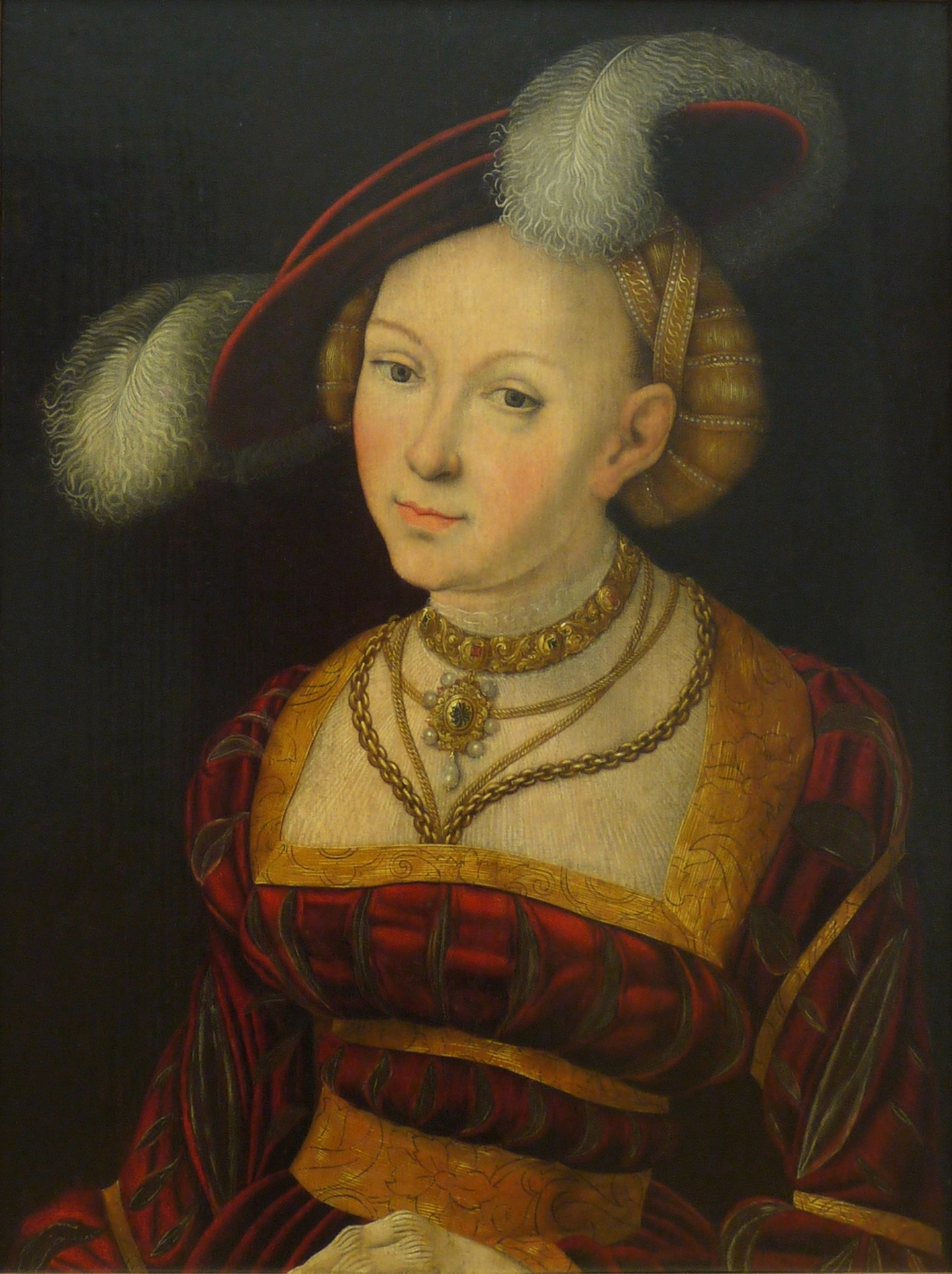
Halbfigur mit Federhut
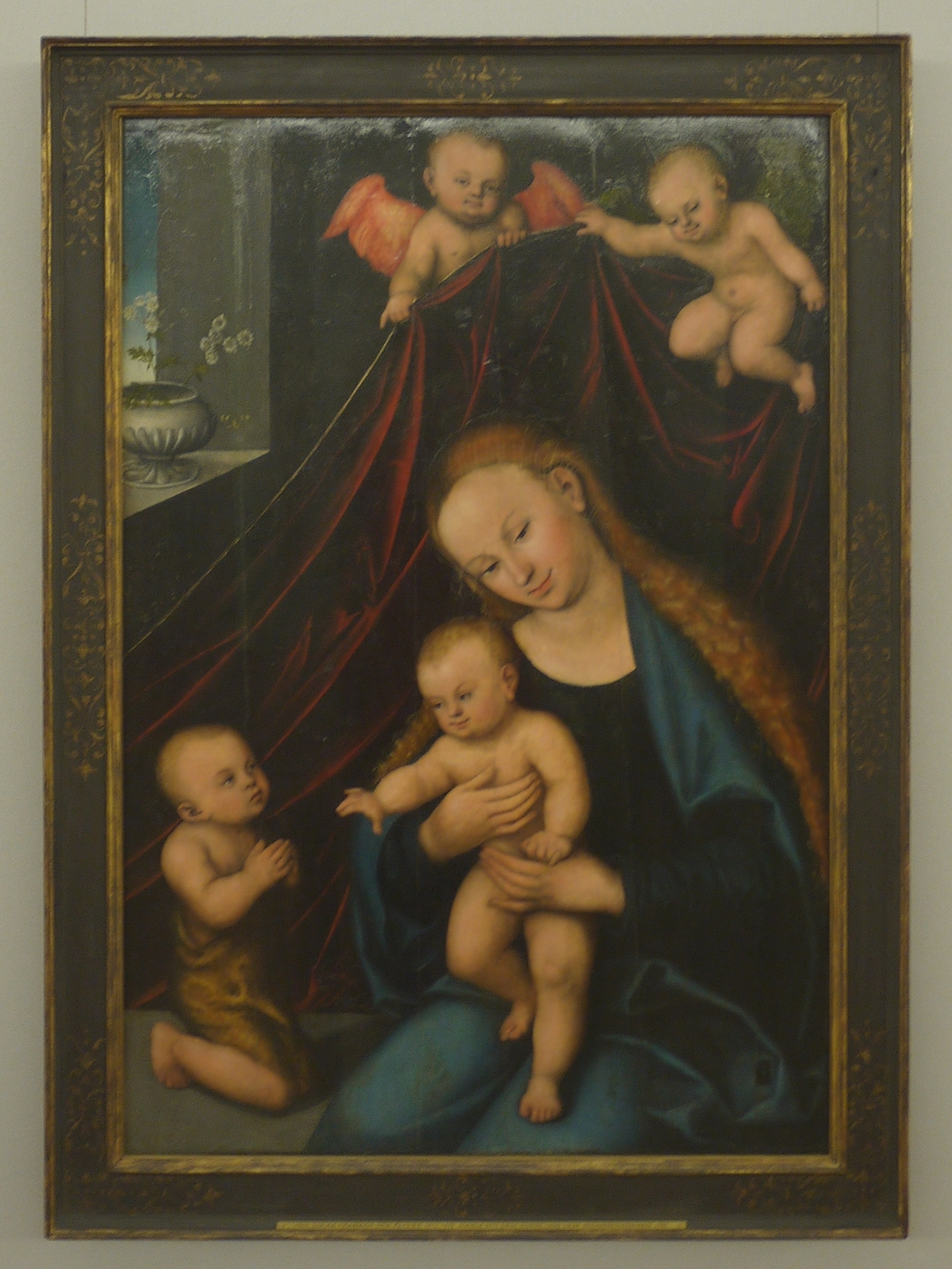
Maria mit den Knaben Jesus und Johannes
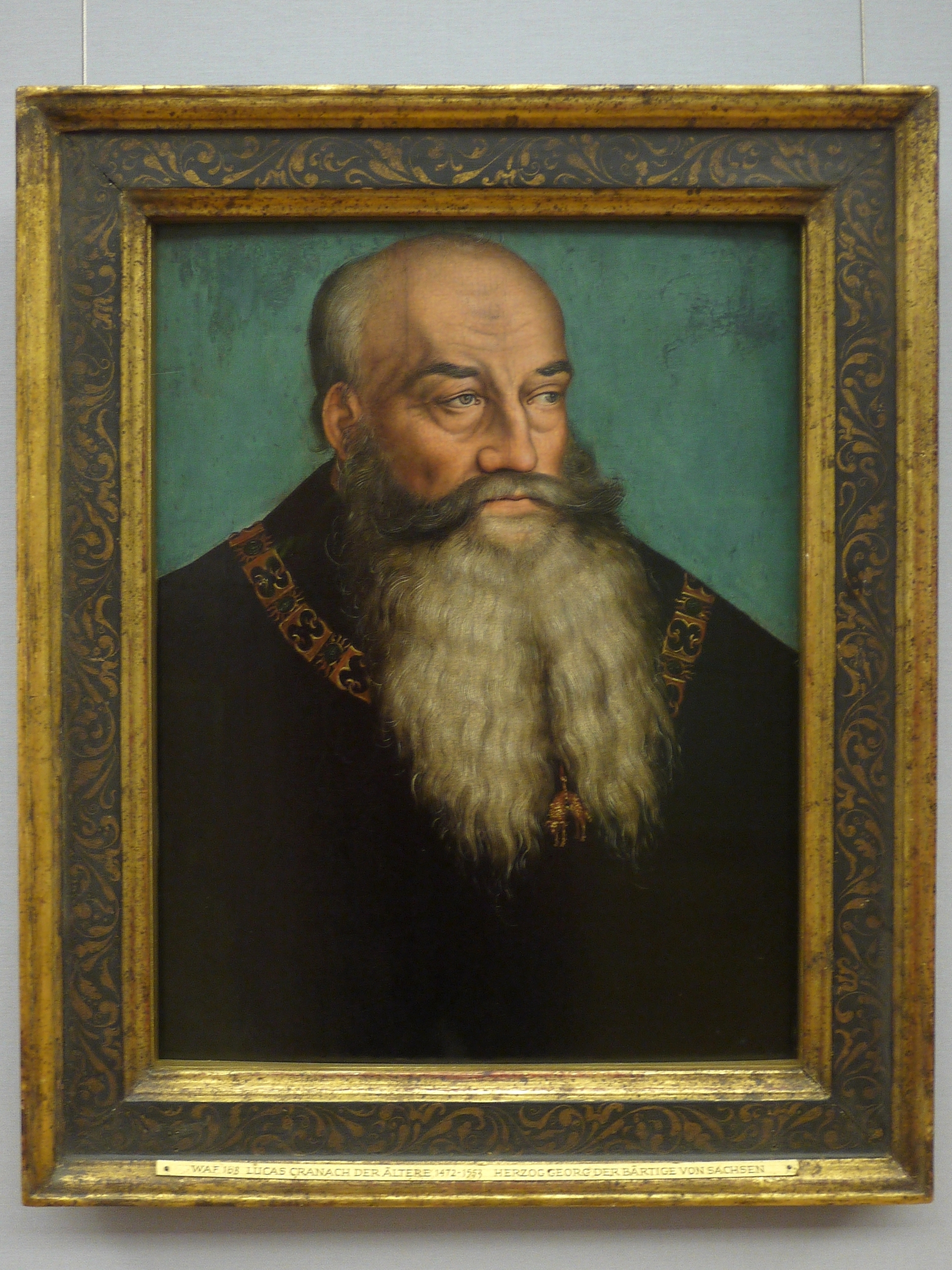
Herzog Georg von Sachsen
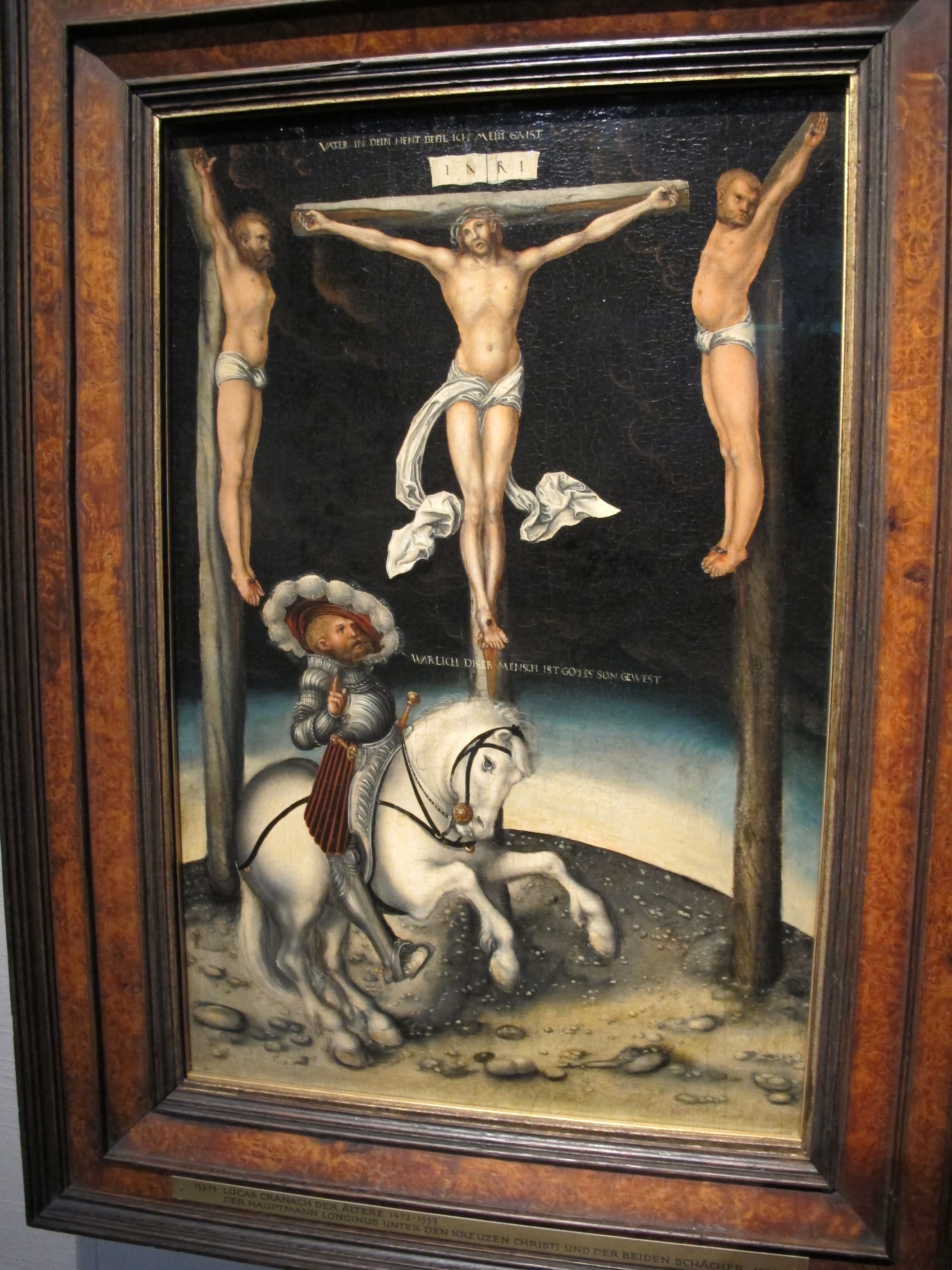
Hauptmann Longinus
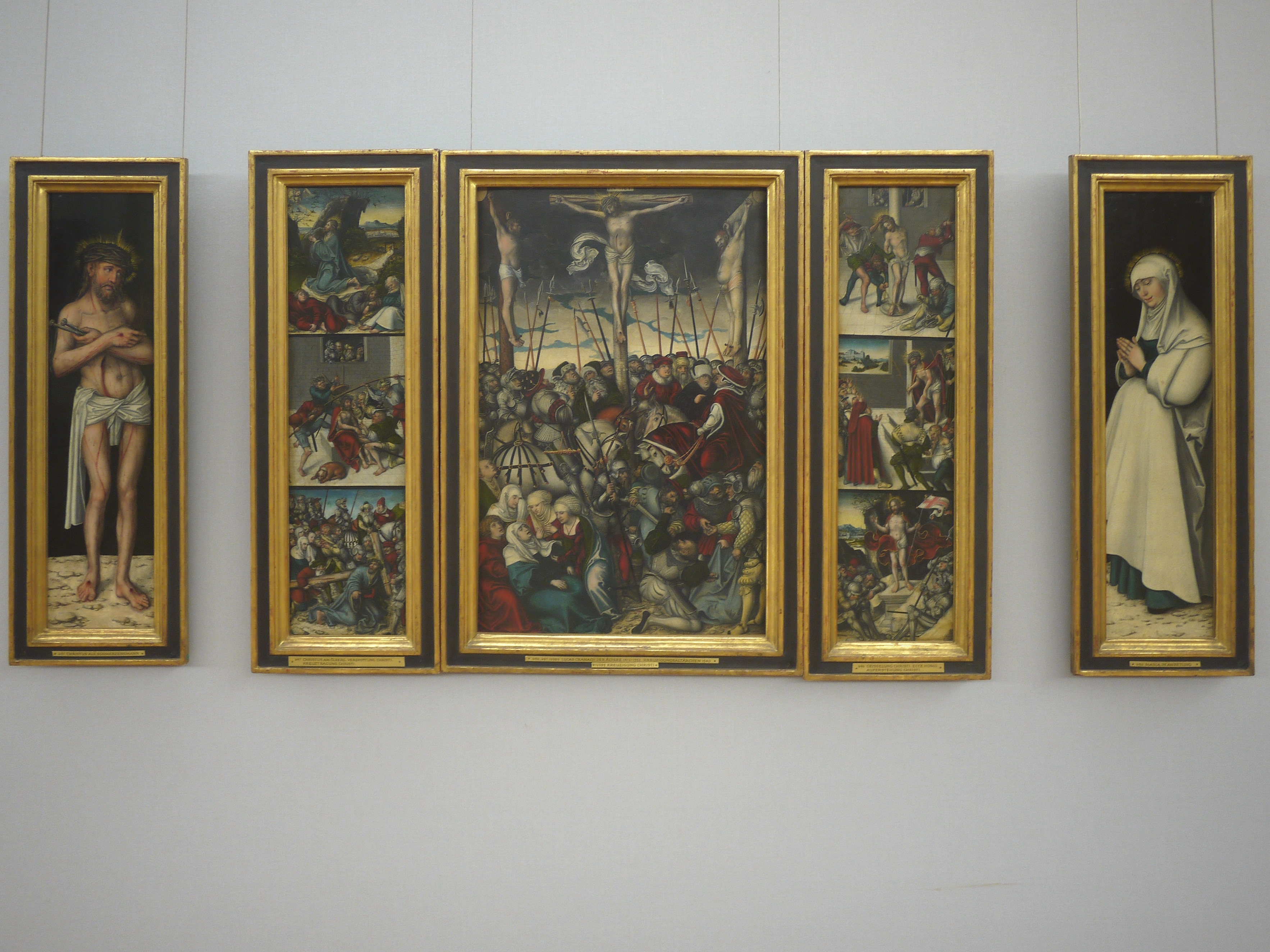
Kreuzigungsaltärchen
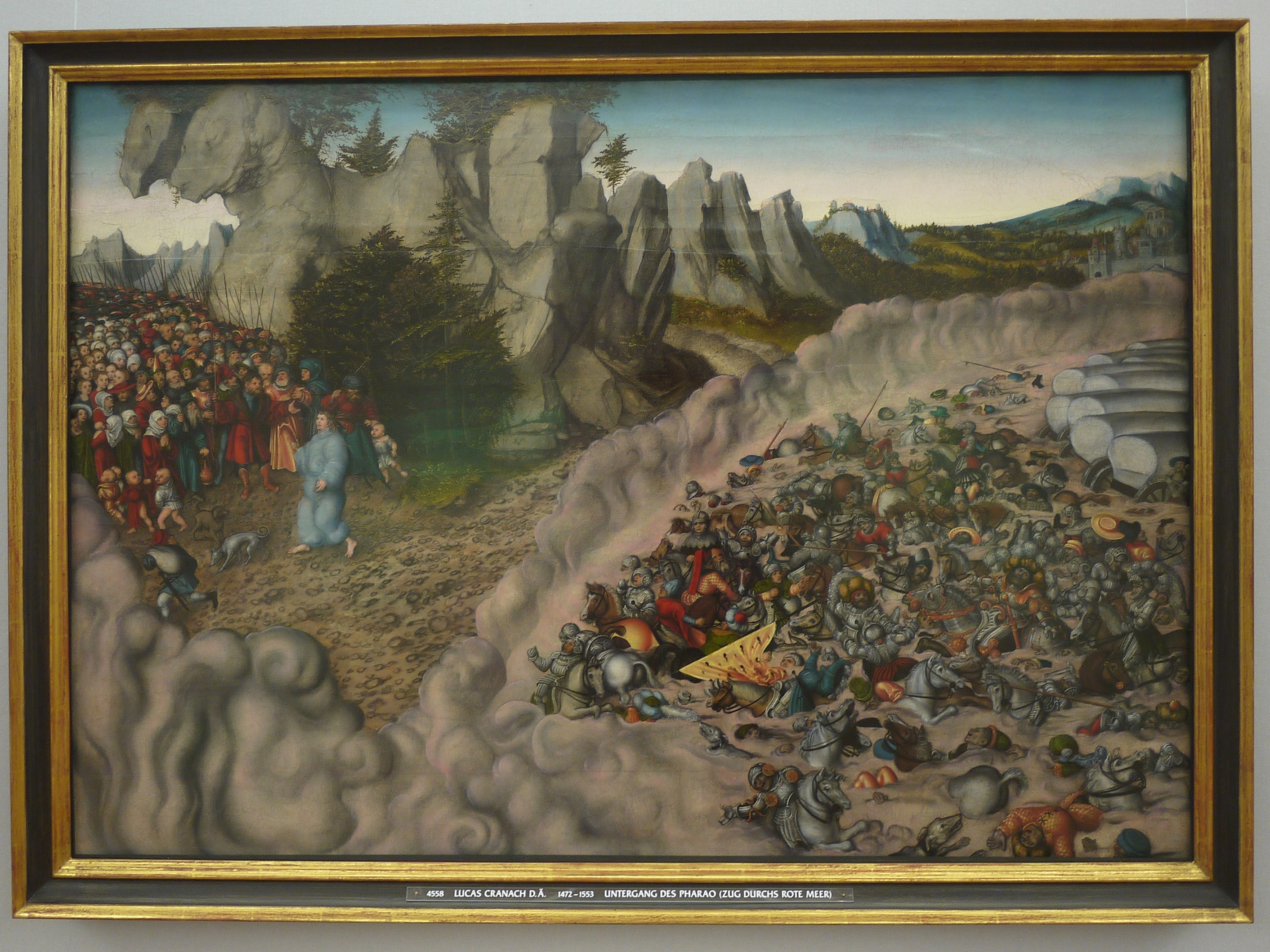
Untergang des Pharao

- Lucas Cranach der Jüngere
  - Herzog Johann von Sachsen (13177)
  - Christus und die Ehebrecherin (11142)

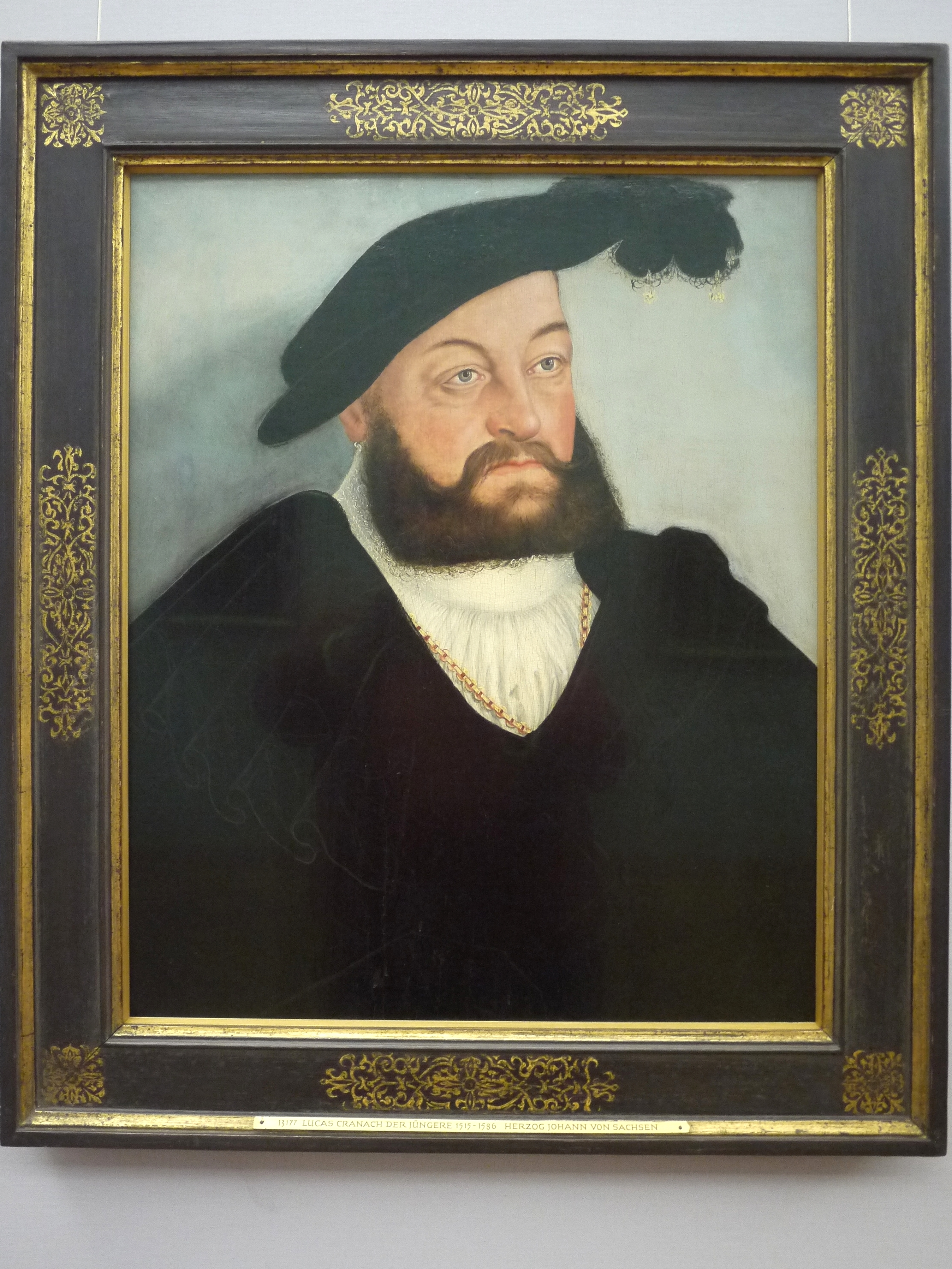
Johann von Sachsen
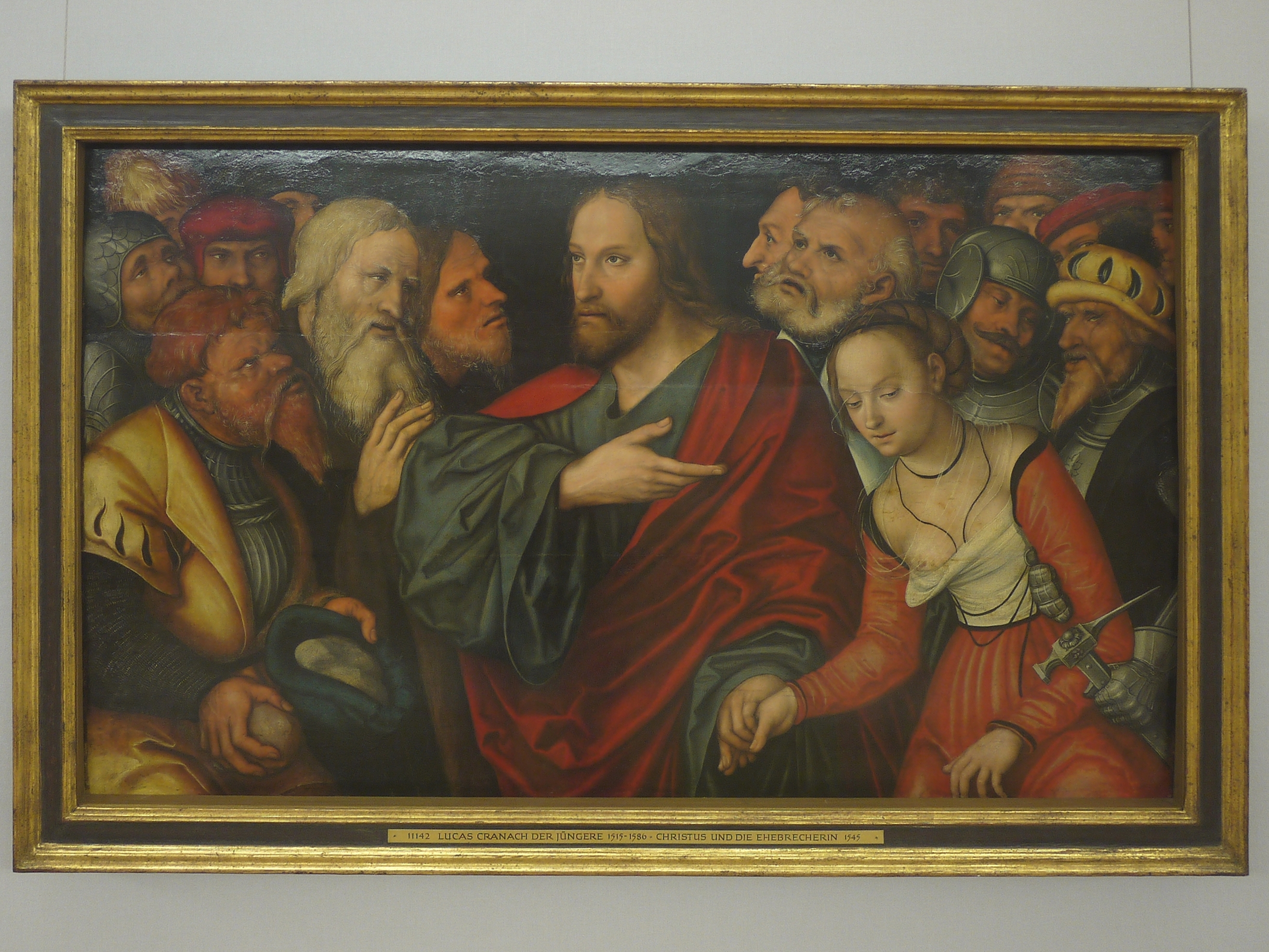
Christus und die Ehebrecherin

- Anonyme Meister aus der Schule Lucas Cranach d. Ä.
  - Altarflügel: Die Heiligen Lazarus, Magdalena, Chrysostomus und Martha (1043, 1045, 1046, 1047) heute im Stiftsmuseum der Stadt Aschaffenburg
  - Die Flügel des „Pfirtschen Altars“: Die Heiligen Martinus, Stephanus, Mauritius, Erasmus, Magdalena und Ursula (6261, 6262, 6263, 6264, 6268, 6272)
  - Christus und die Ehebrecherin (6246)
  - Innenseite eines Flügelpaares. Agnes und Barbara, Katharina und Margaretha (13223, 13224)
  - Martyrium des heiligen Erasmus (6275)
  - Messe des heiligen Gregorius (6270)
  - Messe des heiligen Gregorius (6271)
  - Heilige Sippe (6273)
  - Muttergottes auf der Mondsichel (6276)
  - Selbstmord der Lucretia (13256)
  - Selbstmord der Lucretia (13258)
  - Muttergottes und Jesukind mit einem Apfel (WAF 179)
  - Heilige Anna Selbdritt (13260)
  - Christus und das kananäische Weib (1495)
  - Kreuzigungsaltärchen (13254)
  - Geschichte des Propheten Jonas, Predella (9783) im Stiftsmuseum
  - Die Muttergottes reicht dem Kinde die Brust (WAF 737)

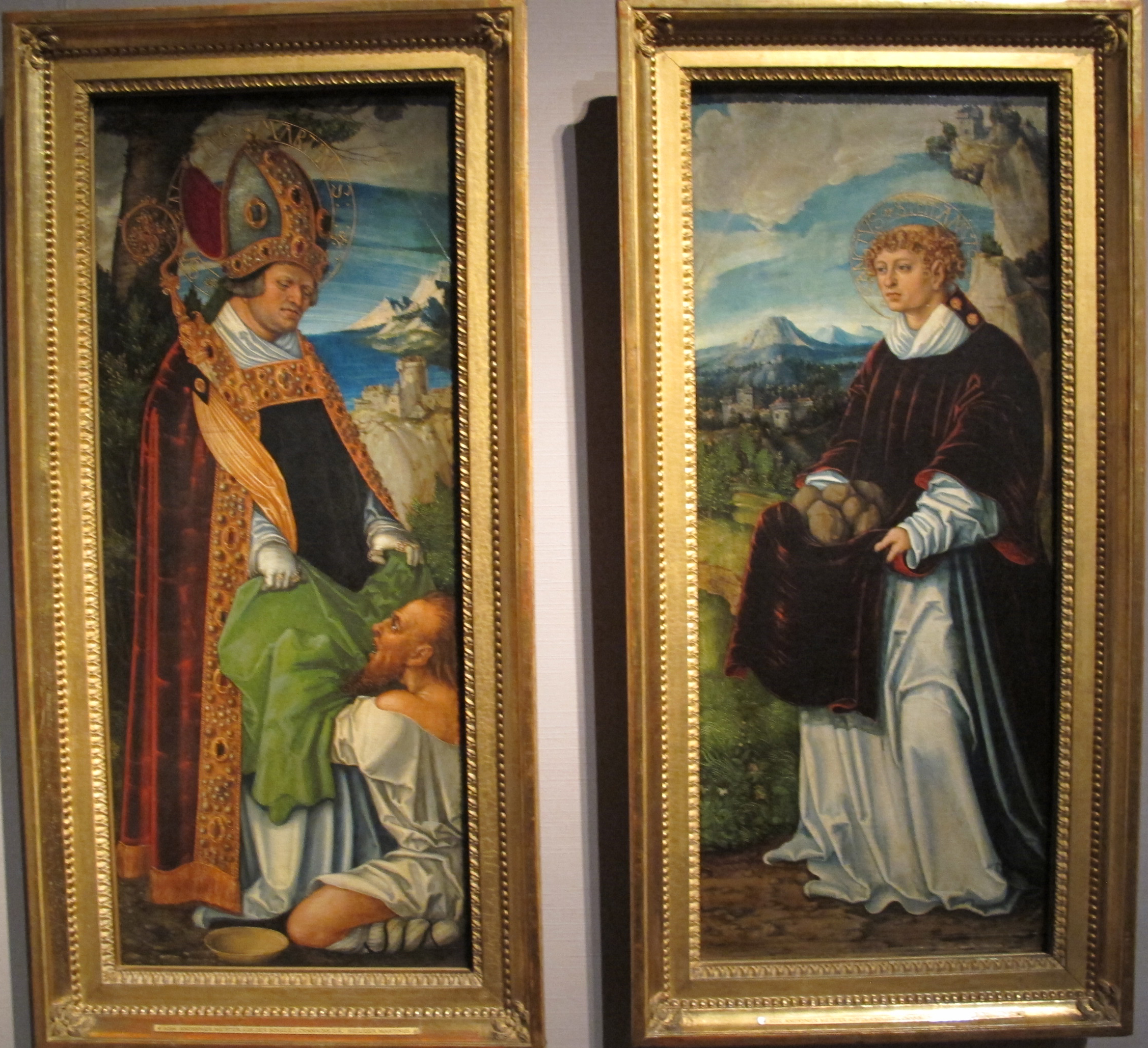
Martinus und Stephanus
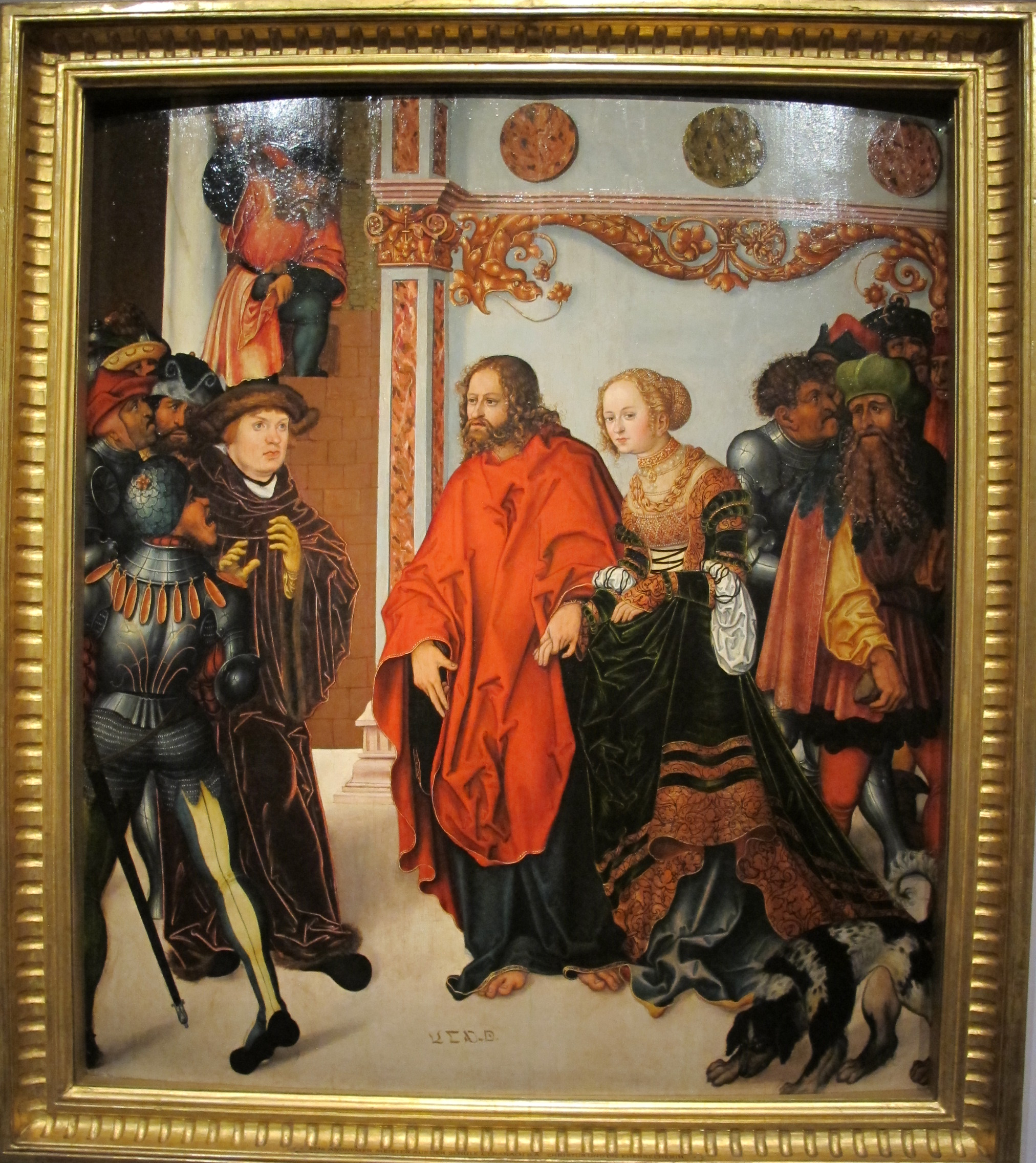
Christus und die Ehebrecherin
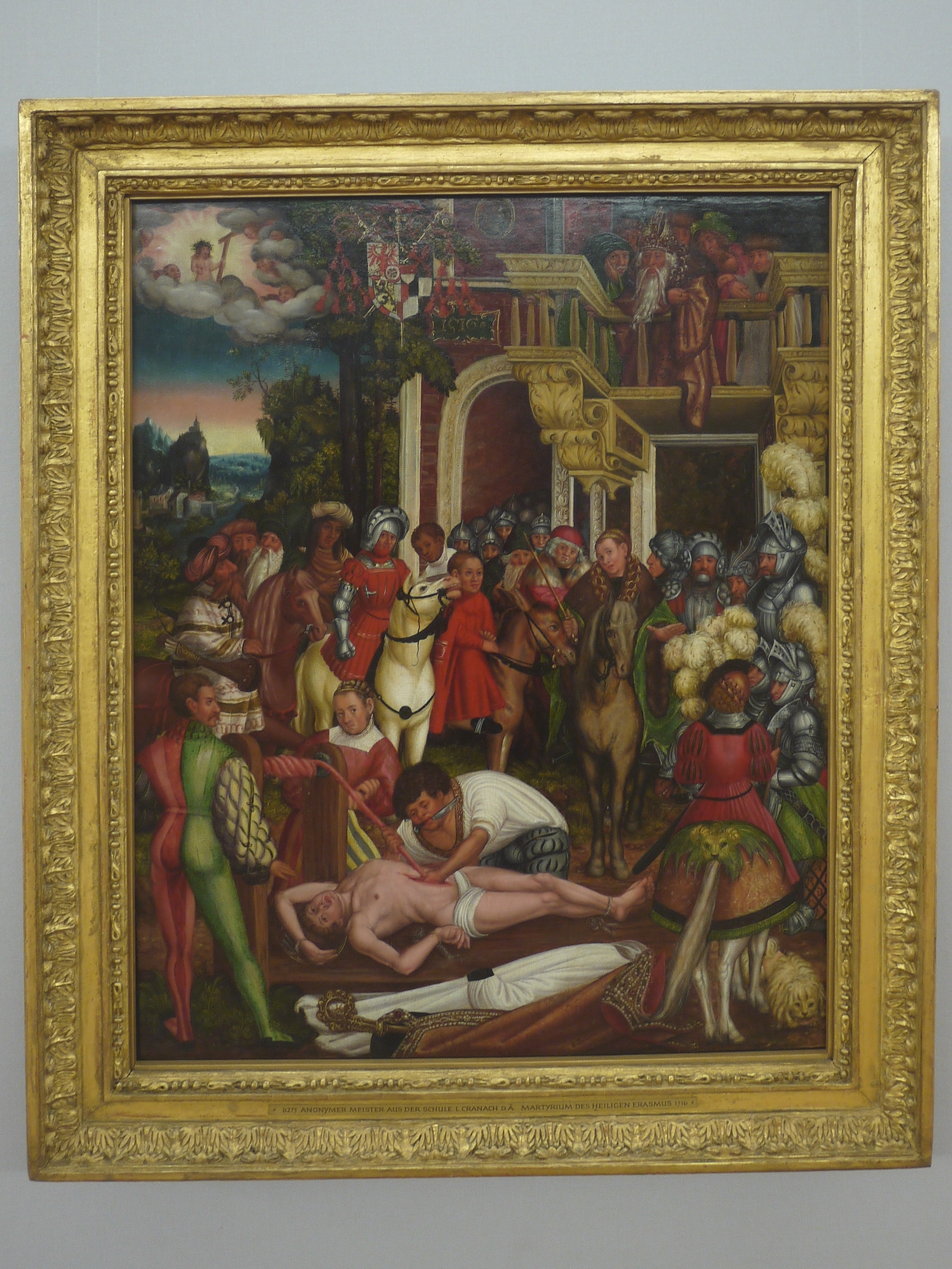
Martyrium des Erasmus
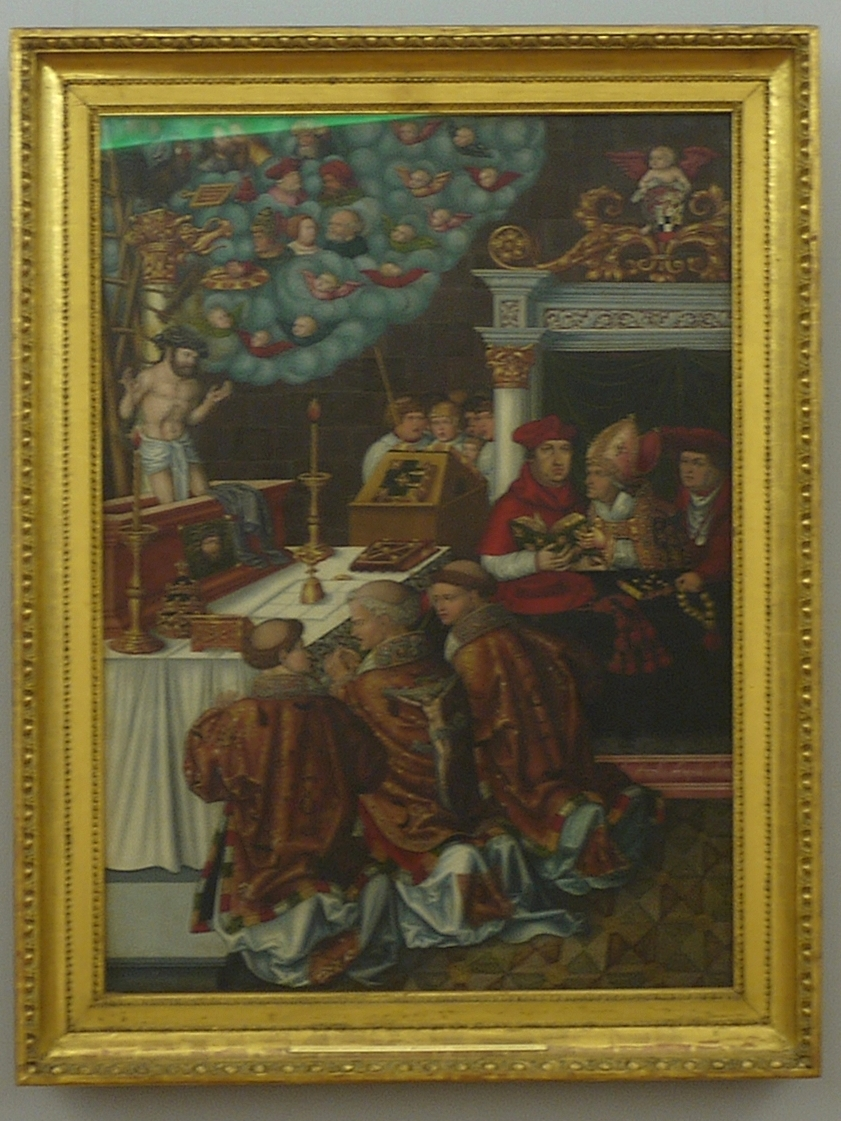
Gregorsmesse 1
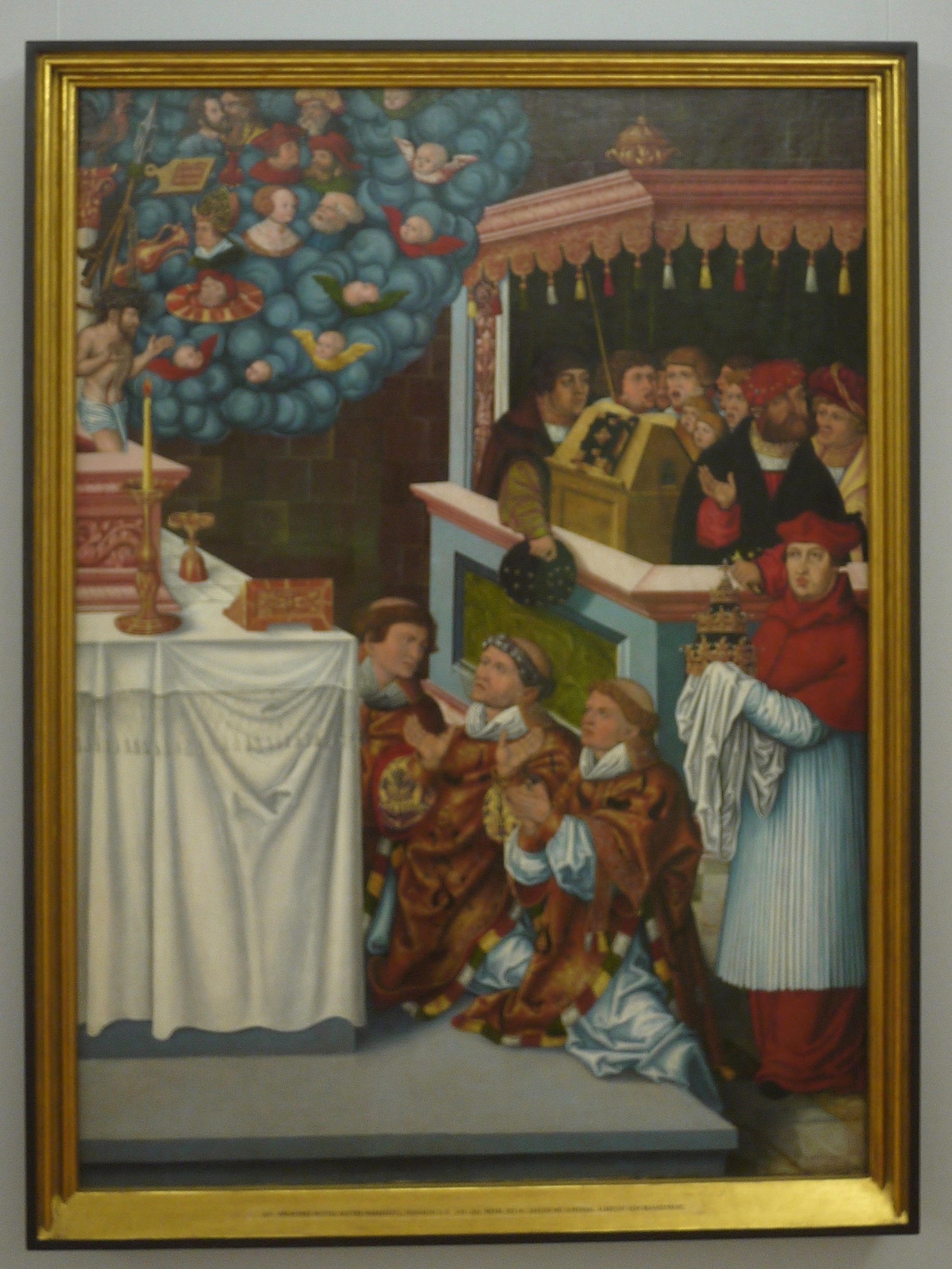
Gregorsmesse 2
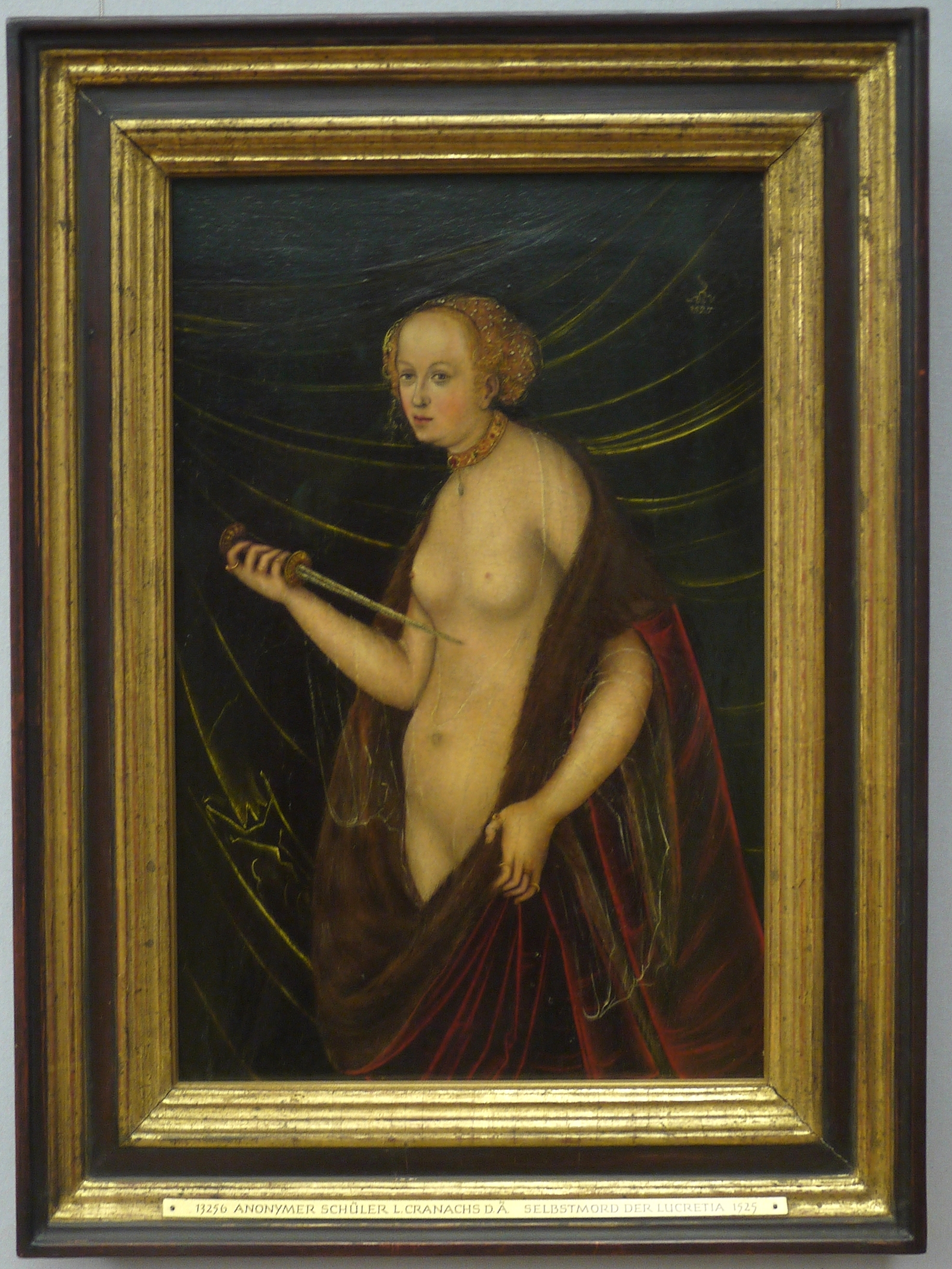
Selbstmord der Lucretia
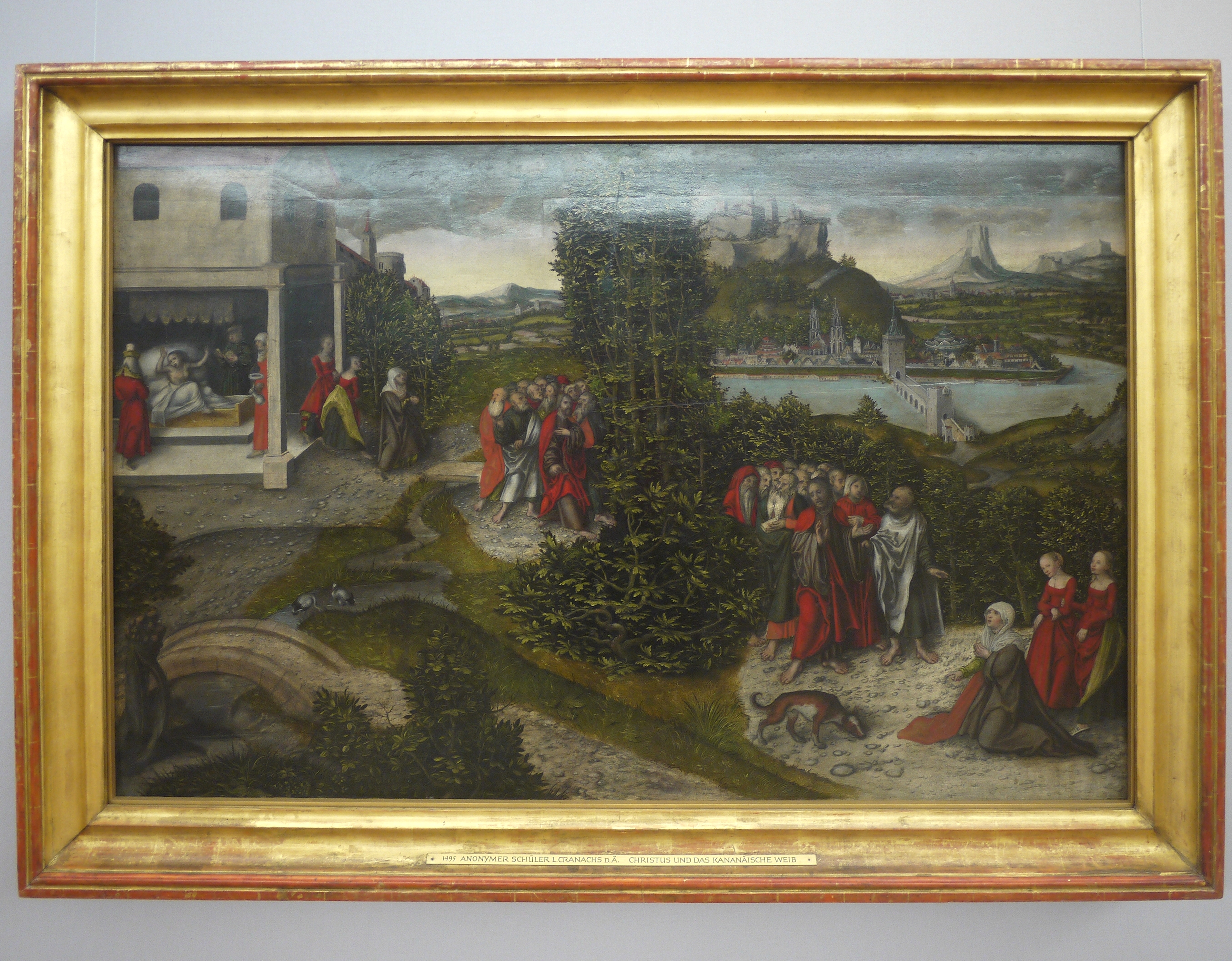
Christus und das kananäische Weib

Die Bayerischen Staatssammlungen München haben eine wesentliche und wichtige Reihe von Werken Cranachs und seines Kreises in Aschaffenburg vereinigt, um mit einem solchen Zentrum die Cranach-Forschung anzuregen.

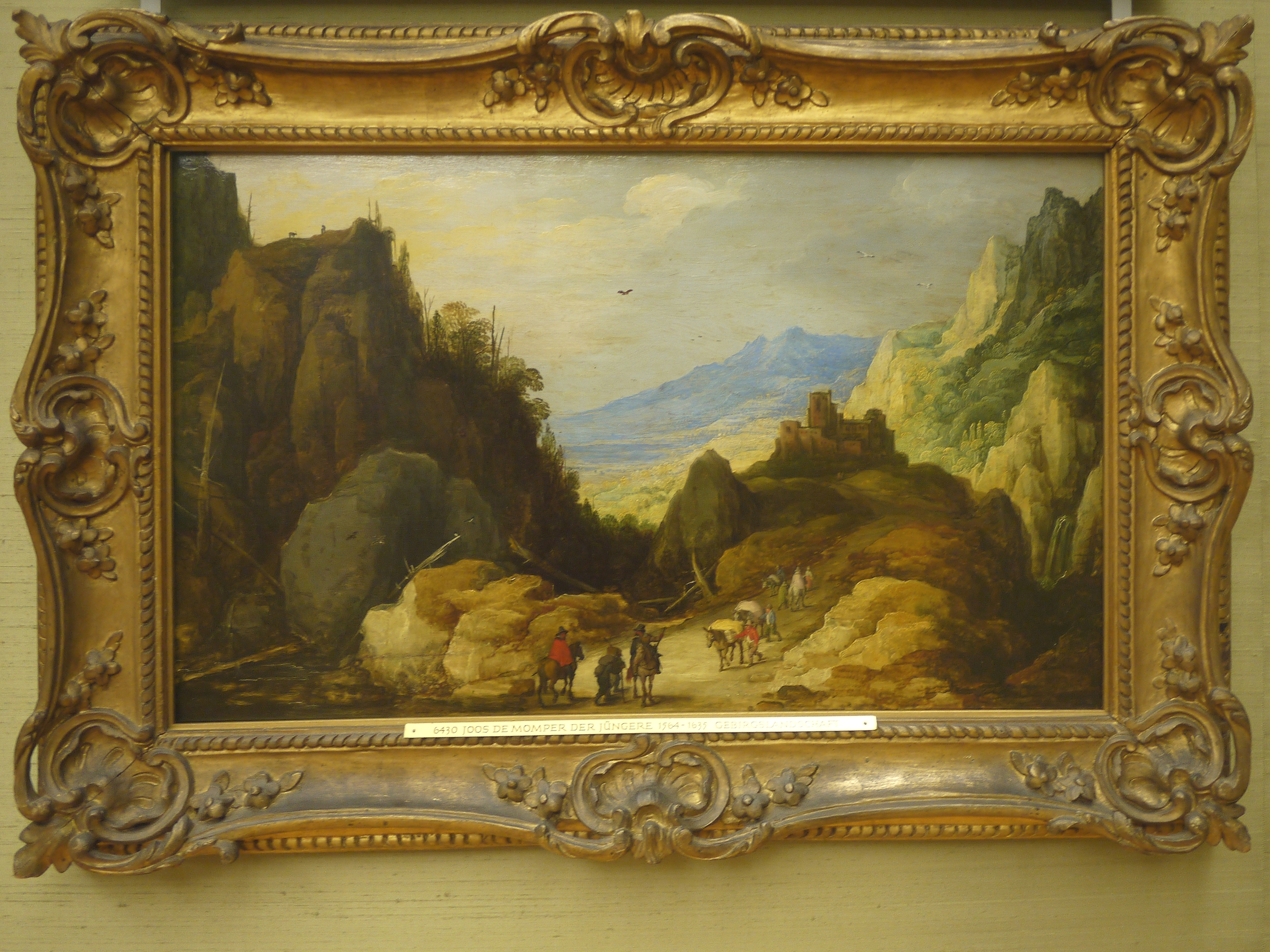
De Momper „Gebirgslandschaft“

Im Jahre 2009 wurden in Zusammenarbeit der Diözese Würzburg (Kirchenstiftung St. Peter und Alexander), des Freistaats Bayern und der Stadt Aschaffenburg der Magdalenenaltar zusammengeführt. Aus der Stiftskirche kam die mittlere Tafel (Die Auferstehung Jesu) und die Seitentafel Hl. Valentin, aus der Staatsgalerie die Seitentafeln Hl. Magdalena, Lazarus, Martha, Chrysostomos und die Predella. Eine Tafel ging verloren. Der Magdalenenaltar ist zusammen mit dem Stiftsschatz in der Abteilung „Pracht und Glaube des Mittelalters“ im Stiftsmuseum der Stadt Aschaffenburg ausgestellt.
Im Vorraum zur Kapelle befinden sich Gemälde von altdeutschen Meistern (z. B. die Kreuzigung Christi von Hans Baldung Grien (1516)). Von hier hat man einen schönen Blick in die Schlosskapelle mit Altar und Kanzel von Johannes (Hans) Juncker geschaffen 1614.
Im langen Flur (Hofseite) hängen Bilder flämischer und niederländischer Maler des 17. und 18. Jahrhunderts.

### Paramentenkammer
Im Ostturm befindet sich die Paramentenkammer. Hier sind sakrale Gegenstände aus dem Besitz Mainzer Erzbischöfe und Kleriker ausgestellt. Kunstvoll gestickte Antependien, Caseln, Dalmatiken, Pluviale, silber-vergoldete Kelche, Ziborien, Monstranzen, Altarleuchter, Miniaturbildnisse der Mainzer Kurfürsten von 1514 bis 1802 sowie Silbermedaillen und Ringe.

### Stilräume
Um 1782 ließ sich Friedrich Karl Joseph von Erthal, von seinem Hofarchitekten Emanuel d’Herigoyen
die Wohnräume neu gestalten und ein großes klassizistisches Treppenhaus. im Stadtflügel errichten. Da das Mobiliar im Zweiten Weltkrieg ausgelagert war, konnte es nach Wiederherstellung des Schlosses Johannisburg wieder aufgestellt werden. Ergänzt wurden die Räume durch Gemälde des 18. Jahrhunderts aus der Staatsgalerie.

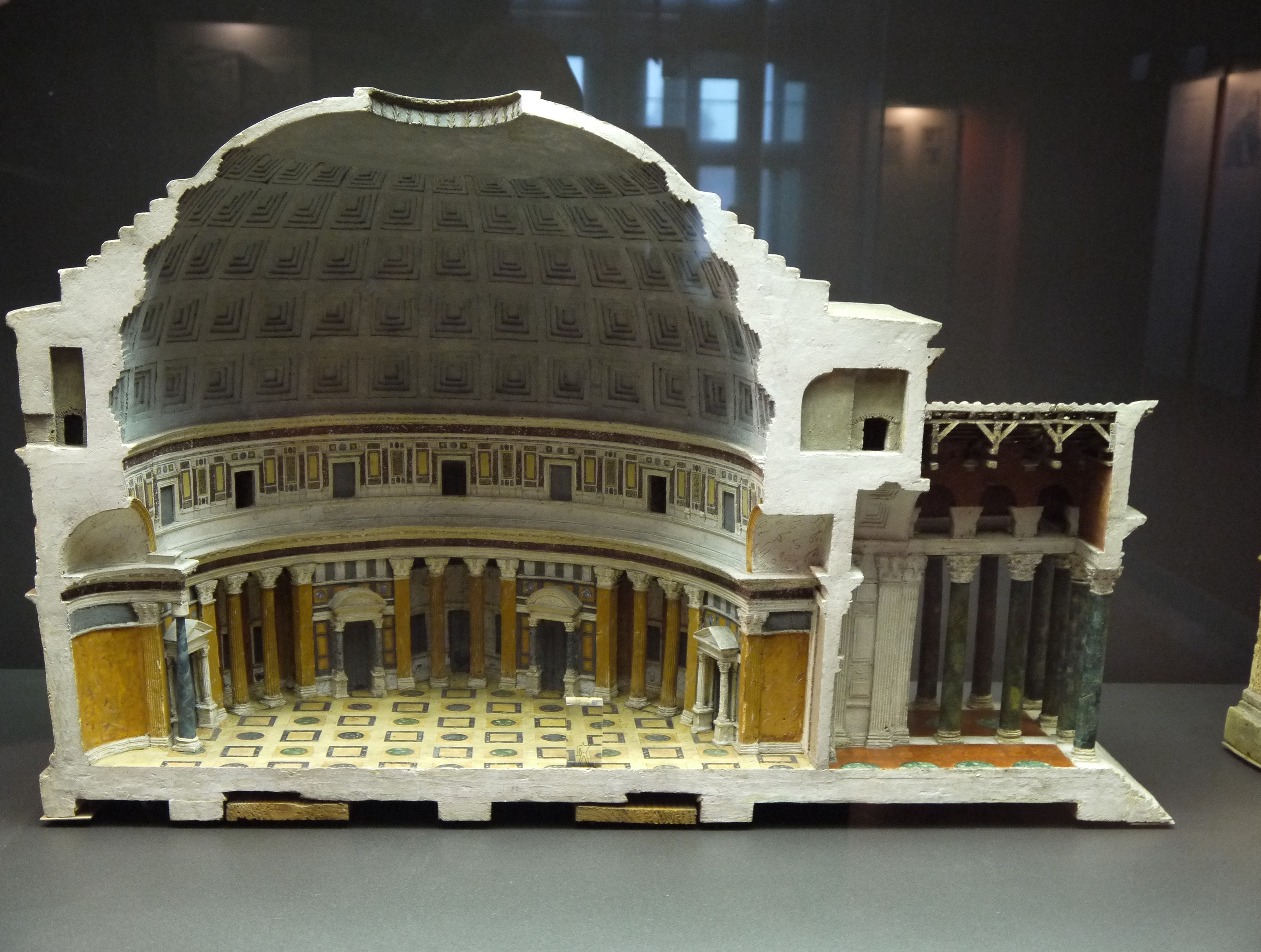
Pantheon Rom (Korkmodell)

### Korkmodell-Sammlung
Karl Theodor von Dalberg errichtete während seiner Regierungszeit 1802 bis 1806 im Schloss Johannisburg ein „Pheloplastisches Kabinett“. Hierfür schuf der Hofkonditor Dalbergs Carl May 38 Korkmodelle antiker Denkmäler Roms (Triumphbogen des Septimius Severus, Konstantinsbogen, Titusbogen, Vestatempel) denen sein Sohn Georg May im Auftrag König Ludwig I. weitere (Kolosseum, Pantheon, Titusbogen u. a.) hinzufügte.

### Ridinger-Saal
Das 1945 zerstörte klassizistische Treppenhaus d’Herigoyens wurde nicht mehr nachgebaut. Daraus entstand ab 1996 im 1. Obergeschoss der „Ridinger-Saal“. Die Wände wurden roh belassen, die Saaldecke wird durch ein ausgeklügeltes System von Schallelementen geprägt. Der umlaufende Fries zeigt die Original-Fratzen an der Balustrade der vier Schlosstürme. Der Saal eignet sich für Musikdarbietungen und Vortragsveranstaltungen bis hin zu Ausstellungen, Banketten und Staatsempfängen.

## Ausstellungen
In jüngster Vergangenheit fanden zwei bedeutende Ausstellung im Schloss Johannisburg in Aschaffenburg statt.
- 2002/3 die Bayerische Landesausstellung – Haus der Bayerischen Geschichte „Das Rätsel Grünewald“, gleichzeitig hierzu in der Jesuitenkirche „Grünewald und die Moderne“.
- 2007 Cranach im Exil – Aschaffenburg um 1540 Zuflucht – Schatzkammer – Residenz.

## Graphische Sammlung
Die 1793 vor den französischen Revolutionstruppen gerettete graphische Sammlung des Kurmainzischen Obersthofmeister und Kaiserlichen Geheimen Rat Lothar Franz von Erthal (etwa 20.000 graphische Drucke und rund 200 Zeichnungen, darunter 256 Rembrandt Radierungen) wurden 1923, in Anbetracht der Ruhrbesetzung durch Frankreich, zusammen mit der Gemäldegalerie nach München verbracht. Auf Anregung des Direktors der Staatlichen Graphischen Sammlung Prof. Dr. Otto Weigmann entschloß man sich um die Mitte der 20er Jahre diesen wertvollen und doch so wenig bekannten Besitz durch eine sachgemäße Bearbeitung den Kunstfreunden und der Wissenschaft neu zu erschließen ... und die technisch-wissenschaftlich Betreuung der Aschaffenburger Bestände der Staatlichen Graphischen Sammlung in München zu übertragen. Bei einem Luftangriff am 21. Juli 1944 wurde die Neue Pinakothek zerstört und die darin gelagerte Bestände der Graphischen Sammlung fast völlig vernichtet.